# علاء كريم
علاء كريم (بالإنجليزية: Alaa Karim) مخرج مصري من مواليد أول مايو عام 1947. حصل على دبلوم المعهد العالي للسينما قسم الإخراج عام 1978، كما حصل على الدراسات العليا في الإخراج السينمائي من جامعة كاليفورنيا للفنون بلوس أنجلوس عام 1987. بدأ حياته الفنية مساعد مخرج مع يوسف شاهين ومخرجاً للأفلام التسجيلية.
توفي في 26 أكتوبر 2006 ورصيده 13 عمل سينمائي.

## قائمة أعماله
إخراج سهرة تليفزيونية «عيون حزينه» قصة وسيناريو وحوار لمياء مطر.
فيلم «خدعتني امرأة» للمخرج سيد طنطاوي عام 1979 (سكريبت)
فيلم «اشتباه» عام 1991 (إخراج وكتابة القصة والسيناريو والحوار).
فيلم «85 جنايات» عام 1993 (إخراج).
فيلم «الجراج» عام 1995 (إخراج وكتابة قصة سينمائية وسيناريو وحوار).
فيلم «امرأة وخمسة رجال» عام 1997 (إخراج).  
مسلسل «وادي فيران» عام 1998 (إخراج).    
سهرة تليفزيونية «جواز على ورق سوليفان» عام 1998 (إخراج).  
مسلسل «زوجة رجل طموح» عام 2000 (إخراج).  
فيلم «زنقة الستات» عام 2000 (إخراج ومعالجة درامية).
فيلم «أول مرة تحب يا قلبي» عام 2003 (إخراج).  
سهرة تليفزيونية «المقعد الخلفي» عام 2003 (إخراج).   
سهرة تليفزيونية «أمواج تحت السطح» عام 2006 (إخراج).  

## وصلات خارجية
- علاء كريم على موقع IMDb (الإنجليزية)
- علاء كريم على موقع الدهليز
- علاء كريم على موقع قاعدة بيانات الأفلام العربية
- علاء كريم على موقع الدهليز
- علاء كريم على موقع كاروهات